# SV Osterfeld 06
Der SV Osterfeld 06 (offiziell: Spielverein Osterfeld 06 e. V.) war ein Sportverein aus dem Oberhausener Stadtteil Osterfeld. Die erste Fußballmannschaft spielte vier Jahre in der höchsten niederrheinischen Amateurliga.

## Geschichte
Der Spielverein wurde im Mai 1906 als FC Deutschland Osterfeld gegründet, der sich allerdings kurz darauf wieder auflöste. Als Nachfolger wurde der SV Osterfeld 06 gegründet, dem sich die Mitglieder des kurzlebigen Vereins Westfalia Osterfeld anschlossen. Dieser schaffte im Jahre 1920 erstmals den Sprung in die höchste Spielklasse, musste aber nach einer Ligareform gleich wieder absteigen. Nachdem die Osterfelder im Jahre 1927 noch in der Aufstiegsrunde am GSV Moers und Hamborn 07 gescheitert waren, gelang ein Jahr später der Wiederaufstieg. Allerdings verpasste die Mannschaft in der folgenden Saison 1928/29 die Qualifikation für die neu geschaffene Bezirksliga Niederrhein. Erst im dritten Anlauf im Jahre 1931 gelang der Klassenerhalt. In der Saison 1931/32 erreichte der Verein seinen sportlichen Höhepunkt, als die Mannschaft Dritter hinter dem Duisburger FV 08 und dem Homberger SV wurde. 
Ein Jahr später verpassten die Osterfelder die Qualifikation für die neu geschaffene Gauliga Niederrhein und mussten wieder in die Zweitklassigkeit absteigen. Gegen Ende des Zweiten Weltkrieges bildete der Spielverein eine Kriegsspielgemeinschaft mit SuS 21 Oberhausen. Nach dem Ende des Zweiten Weltkrieges stand der Spielverein 1947 kurz vor dem Aufstieg in die Landesliga, der seinerzeit höchsten Amateurliga am Niederrhein. Das Entscheidungsspiel um den Aufstieg wurde vor 8000 Zuschauern im Stadion Niederrhein gegen Elmar Alstaden jedoch mit 1:2 verloren. Ein Jahr später wurde der Aufstieg nachgeholt, bevor die Mannschaft im Jahr 1952 zurück in die Bezirksklasse musste. 1955 wurden die Osterfelder Vizemeister der Bezirksklasse hinter dem Duisburger SC 1900, bevor die Mannschaft sechs Jahre später in die Kreisklasse absteigen musste. Am 10. August 1971 trat der SV Osterfeld 06 der im gleichen Jahr gegründeten SG Osterfeld bei. Drei Jahre später schloss sich der langjährige Lokalrivale des Spielvereins, der SC Osterfeld 12, ebenfalls der SG Osterfeld an.

## Persönlichkeiten
- Edmund Czaika
- Willy Jürissen
- Kurt Küppers
- Hans Siemensmeyer
- Josef Wrona

## Nachfolgeverein SG Osterfeld
Die SG Osterfeld wurde im Jahre 1971 gegründet und übernahm in der Saison 1971/72 den Platz des SVO in der Bezirksklasse. Gleich in der ersten Saison gelang der Aufstieg in die Landesliga, die für zwei Jahre gehalten werden konnte. Der Wiederaufstieg gelang im Jahre 1977. Nach einem vierten Platz in der Saison 1984/85 mussten die Osterfelder ein Jahr später in die Bezirksliga absteigen, schafften aber den direkten Wiederaufstieg. Im Jahre 1989 mussten die Osterfelder erneut hinunter in die Bezirksliga, wo die Mannschaft 1991, 1994, 1996 und 1997 jeweils Vizemeister wurde. Anfang der 2000er Jahre rutschten die Osterfelder auf Kreisebene hinab. Seit dem Aufstieg im Jahre 2017 trat die SG Osterfeld in der Kreisliga A an, bevor die Mannschaft sechs Jahre später wieder in die Kreisliga B abstieg.
Die SG Osterfeld brachte mit Sofia Nati eine Bundesligaspielerin und mit Heribert Macherey einen Bundesligaspieler hervor. Mit Günter Pangerl wirkte ein Ex-Profi als Trainer bei der SG Osterfeld, die ihre Heimspiele im Wittekindstadion austrägt. Es wird auf Kunstrasen gespielt. Zwischen 1975 und 1977 trat der Leichtathlet Willi Wülbeck für die SG Osterfeld an und wurde bei den Olympischen Sommerspielen 1976 in Montreal Vierter im 800-Meter-Lauf. Friedhelm Heckel wurde bei den Deutschen Leichtathletik-Meisterschaften 1976 Dritter im 100-Meter-Lauf. Ebenfalls für die SG Osterfeld traten der Diskuswerfer Dirk Wippermann und der Badmintonspieler Hans-Georg Fischedick an.